# 설레스트 (비디오 게임)
《설레스트》(영어: Celeste)는 캐나다의 비디오 게임 개발자 맷 소슨과 노엘 베리가 개발하고 브라질 스튜디오 미니보스가 미술을 맡은 플랫폼 비디오 게임이다. 2018년 1월 마이크로소프트 윈도우, 닌텐도 스위치, 플레이스테이션 4, 엑스박스 원, macOS, 리눅스용으로 출시되었다. 2019년 9월 9일에는 DLC 챕터 '작별 (Farewell)'이 출시되었다.
본래 게임 잼에서 4일 동안 제작한 레벨 30개 짜리 단편으로 출발했으나, 이후 정식으로 개발해 8장에 거친 200개 이상의 레벨을 가진 정식판으로 확장됐다. 

## 게임플레이

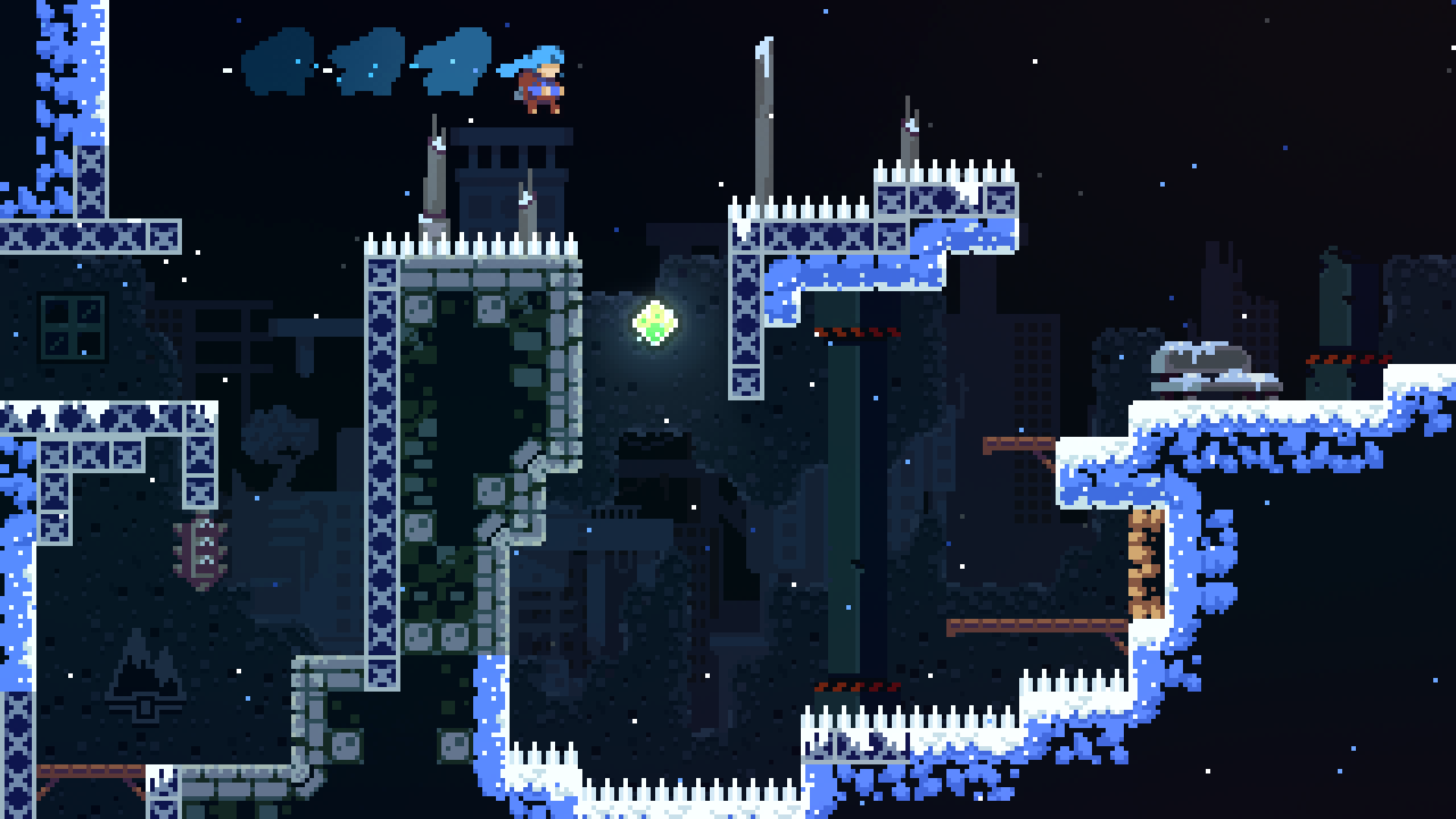
플레이어 캐릭터 매들린의 모습.

《설레스트》는 플레이어가 매들린(Madeline)이라는 이름의 여자를 통제하는 플랫폼 게임으로, 매들린은 다양하고도 치명적인 장애물들을 회피하면서 산으로 올라간다.
총 9개의 챕터로 구성되어있다. 

## 평가
설레스트는 리뷰 애그리게이터 메타크리틱에 따르면 비평가들로부터 대체적으로 좋은 평가를 받았다.

## 참고 문헌
- Klepek, Patrick (2018년 2월 7일). “Why The Very Hard 'Celeste' is Perfectly Fine With You Breaking Its Rules”. 《en:Vice Waypoint》 (미국 영어). 2019년 1월 13일에 원본 문서에서 보존된 문서. 2019년 1월 13일에 확인함.
- Stevens, Colin (2018년 2월 7일). “Checking the Score: Celeste”. 《Hardcore Gamer》. 2018년 7월 8일에 확인함.